# Хрулёв, Николай Степанович
Николай Степанович Хрулёв (1 сентября 1841 — 1912) — генерал от кавалерии Русской императорская армия.

## Биография
Родился в семье будущего генерала Степана Александровича Хрулёва. Окончил Пажеский корпус в 1861 году, был выпущен корнетом в лейб-гвардии Уланский Его Величества полк.
В 1872 году он получил чин ротмистра и был к этому времени награждён двумя орденами.
Вместе с своим полком отличился во время русско-турецкой войны 1877 — 1878 годов, за что получил чин полковника, орден святого Владимира 4-й степени с мечами и бантом и золотое оружие с надписью «за храбрость».
В 1883 году был назначен командиром 18-го драгунского Клястицкого Великого Герцога Гессенского Эрнста-Людвига полка, в 1884 году был назначен командиром 25-го драгунского Казанского Эрцгерцога Австрийского Леопольда полка.
В 1886 году был произведен в генерал-майоры и назначен командиром Кирасирского Её Величества лейб-гвардии полка. За время командования этим полком он удостоился ордена святого Станислава 1-й степени.
В 1892 году был назначен командиром 3-й бригады 2-й гвардейской кавалерийской дивизии.
В 1894 году был назначен начальником 8-й кавалерийской дивизии, в 1896 году был произведен в генерал-лейтенанты.
В 1897 году был назначен начальником Сводной кавалерийской дивизии.
В 1907 году вышел в отставку с присвоением чина генерала от кавалерии.

## Семья
Жена Надежда Эмильевна была сестрой милосердия. Их единственный сын Владимир Николаевич во второй половине 1890-х годов служил воспитателем в Пажеском корпусе, а в 1900 году в чине ротмистра лейб-гвардии уланского Его Величества полка жил в Зимнем дворце и, продолжая оставаться воспитателем в Пажеском корпусе, служил воспитателем сиамского принца Чакрабона.